# Allisson Lozz
Allisson Lozz (n. 1 august 1992 în Chihuahua, Chihuahua) este o fostă actriță și cântăreață mexicană, cunoscută pentru rolurile din telenovela mexicană Mision SOS ca Diana Lozano, în Rebelde ca Bianca Delight, și în Al Diablo con los Guapos ca Milagros Belmonte. Cel mai recent cântec al ei, Me Supiste querer, a fost cântat în colaborare cu trupa K-Paz de la Sierra pe 4 mai 2008 la Premios TV y Novelas.
Allisson a început cariera în televiziune cu programul "Codigo Fama". Allisson Lozano are 3 frați: Chealse, Eithan, și Azul.

## Filmografie

### Telenovele
| An        | Titlu                    | Rol                             | Note         |
| --------- | ------------------------ | ------------------------------- | ------------ |
| 2003-2004 | Alegrijes y Rebujos      | Allison                         | Rol secundar |
| 2004-2005 | Misión S.O.S             | Diana Lozano                    | Protagonistă |
| 2005-2006 | Rebelde                  | Bianca Delight                  | Rol secundar |
| 2006-2007 | Las Dos Caras de Ana     | Paulina Tea Garden Duran        | Rol secundar |
| 2007-2008 | Al Diablo con los Guapos | Milagros Belmonte               | Protagonistă |
| 2008-2009 | En Nombre del Amor       | Paloma Espinoza de los Monteros | Protagonistă |

### Apariții episodice
| An   | Titlu                | Rol                  |
| ---- | -------------------- | -------------------- |
| 2002 | Código F.A.M.A.      | Ea însăși            |
| 2006 | Vecinos              | Brenda (1 episod)    |
| 2006 | Amor Mío             |                      |
| 2007 | Objetos Perdidos     | Mai multe personaje  |
| 2007 | RBD: La Familia      | Barbara (1 episod)   |
| 2008 | La Rosa de Guadalupe | Kika (Rol principal) |